# Lista lacurilor din județul Cluj
Pe teritoriul județului Cluj sunt lacuri de alunecare și lacuri care au luat naștere în vechile exploatări de sare gemă, precum și lacuri de acumulare create prin amenajarea sistemului energetic "Someș" (Gilău, Tarnița, Fântânele). Aceasta este o listă a lacurilor din județul Cluj. Pe lângă acestea există și lacurile antroposaline (Turda, Cojocna, Sic, Ocna Dejului).
- Eleșteele Beclean
- Eleșteele Mărtinești
- Lacul Bădeni
- Lacul Beliș-Fântânele (460 ha)
- Lacul Bondureasa
- Lacul Cătina Popii I
- Lacul Cătina Popii II
- Lacul Dumitreasa
- Lacul Feiurdeni I
- Lacul Feiurdeni II

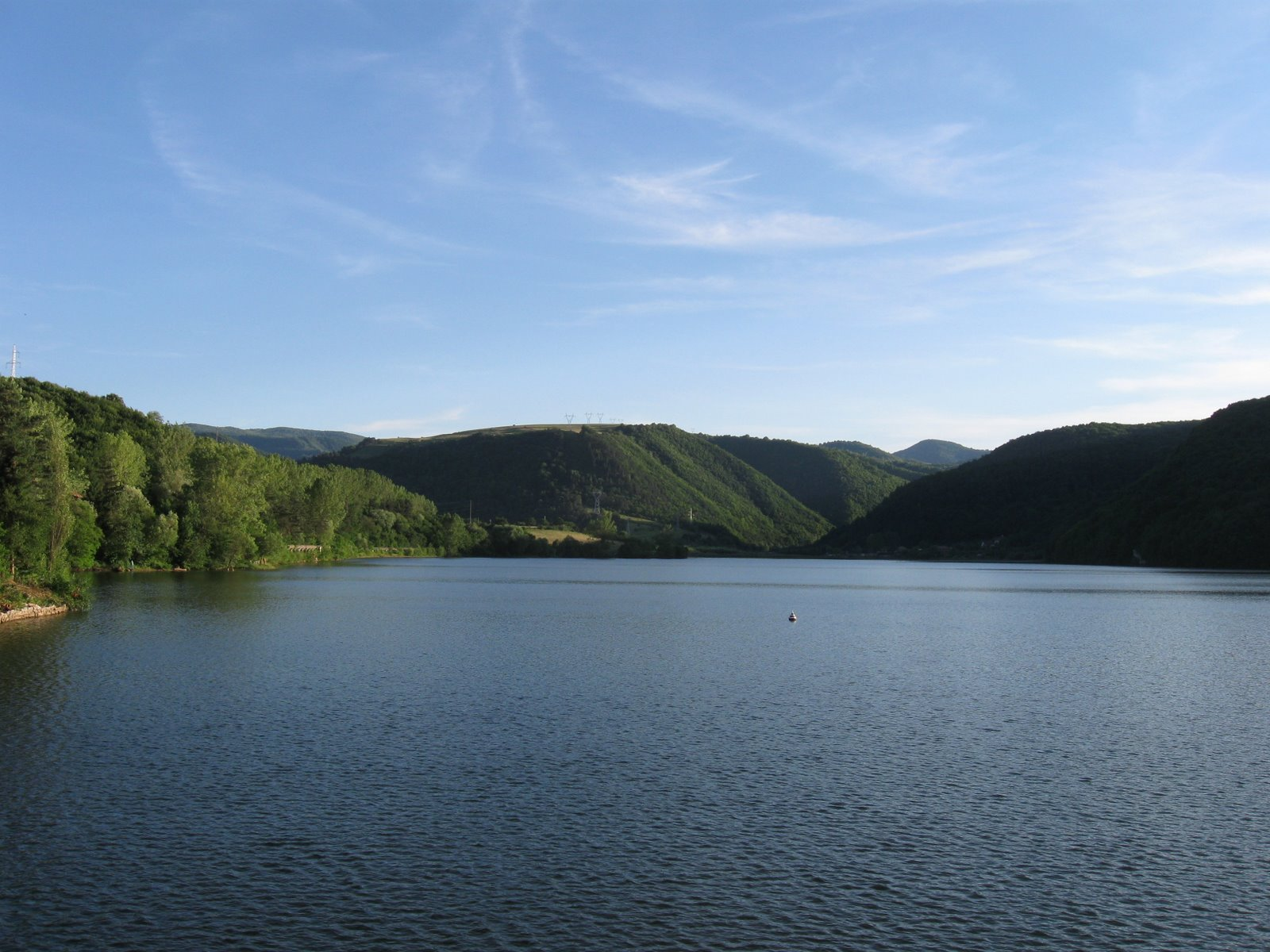
Lacul Gilău din județul Cluj

- Lacurile Geaca (Lacul Geaca I, Lacul Geaca II, Lacul Geaca III)
- Lacul Gilău (75 ha)
- Lacul Irișoara
- Lacul Luncani
- Lacul Micești
- Lacul Negruța
- Lacul Sântejude I
- Lacul Sântejude II
- Lacul Someșul Cald
- Lacul Someșul Rece
- Lacul Sucutard
- Lacul Șoimu
- Lacul Ștejeriș
- Lacul Știucii (22 ha și 12,7 m adâncime).
- Lacul Tarnița (215 ha)
- Lacul Țaga Mare
- Lacul Țaga Mică
- Lacul Țaga
- Lacul Valea Drăganului (Lacul Floroiu)
- Laguna Albastră
- Lacurile de la Ciurila

## Resurse
- Harta județului Cluj

Lacurile de la Ciurila